# Poczta Polska Dystrybucja
Poczta Polska Dystrybucja S.A. (do 2021 jako Pocztowa Agencja Usług Finansowych S.A.) – przedsiębiorstwo z siedzibą w Warszawie.
Spółka została utworzona w październiku 2000 roku jako wspólne przedsięwzięcie Poczty Polskiej (60%) i francuskiej grupy ubezpieczeniowej „Cardif” (40%). Jej działalność obejmowała sprzedaż ubezpieczeń na życie, komunikacyjnych, majątkowych, rolnych oraz produktów zabezpieczenia emerytalnego. Sieć sprzedaży stanowiło ponad tysiąc konsultantów finansowych.

## Historia
Pierwszym krokiem, który umożliwił PPUP Poczcie Polskiej zaistnienie w sektorze usług finansowych było utworzenie Pocztowo-Bankowego PTE, zarządzającego otwartym funduszem emerytalnym Pocztylion. Chcąc wykorzystać potencjał i doświadczenie zdobyte przy pozyskiwaniu klientów dla OFE, Poczta Polska utworzyła Pocztową Agencję Usług Finansowych (PAUF), która miała pełnić rolę spółki dystrybucyjnej zajmującej się sprzedażą różnych produktów finansowych.
Działalność agencyjną spółka PAUF rozpoczęła od dystrybucji ubezpieczeń na życie, prowadzonej poprzez sieć złożoną z kilku tysięcy konsultantów finansowych, pracowników Poczty Polskiej. Podstawą funkcjonowania agencji była sprzedaż dla Otwartego Funduszu Emerytalnego Pocztylion.
Z upływem czasu oferta uzupełniona została o ubezpieczenia majątkowe. Pocztowa Agencja Usług Finansowych S.A. była multiagencją ubezpieczeniową współpracującą z kilkunastoma towarzystwami ubezpieczeniowymi.
Od stycznia 2015 roku jedynym właścicielem Pocztowej Agencji Usług Finansowych S.A. jest Poczta Polska S.A.
W maju 2021 roku Pocztowa Agencja Usług Finansowych S.A. zmieniła nazwę na Poczta Polska Dystrybucja S.A. Obecnie spółka świadczy także usługi kurierskie.

## Zarząd
Zarząd Poczta Polska Dystrybucja S.A.:
- Jarosław Kotra – Prezes Zarządu